# Claude Gaspard Blancheville
Pour l’article homonyme, voir Blancheville.
Claude Basile Gaspard Blancheville, né le 2 juillet 1767 à Jonvelle dans la Haute-Saône et mort assassiné le 2 mars 1810 à El Ronquillo en Espagne, est un militaire français de la Révolution et de l’Empire.

## Biographie
Employé à l’état-major général de l’armée, il se fait connaître d’abord par son habileté à lever des plans et à dessiner des positions militaires. Après avoir été choisi en 1788 pour rédiger l’ordonnance de cavalerie, il entre le 2 juillet 1792 dans la Garde constitutionnelle du Roi, devient fourrier le 20 du même mois et est licencié avec ce corps le 31 mai suivant. 
Il fait les campagnes de 1792 à l’an III, à l’armée de l’Ouest. Nommé sous-lieutenant au 15e régiment de chasseurs à cheval le 16 mars 1793, puis lieutenant le 22 mai suivant, il s'illustre le 10 août à Saint-Julien, près de Nantes, en prenant deux pièces de canon aux rebelles. Le 16 septembre suivant, il enlève la place de Montaigu, à la tête de deux compagnies du 15e de chasseurs, a un cheval tué sous lui, et obtient ses galons de capitaine le 19 du même mois. Le 29 avril 1795, à Machecoul, à la tête de quelques chasseurs, il délivre un poste de soldats d’infanterie que les chouans allaient fusiller. Dans cette affaire, il reçoit un coup de feu dans les reins et a un cheval tué sous lui.
Passé à l’armée d’Italie, Blancheville y fait sans interruption toutes les campagnes de l’an IV à l’an VIII. Le 26 mars 1799, au combat de Sainte-Lucie, devant Vérone, à la tête d’un escadron, il enlève le village de Sainte-Maxime, force deux postes à abandonner leur artillerie après avoir perdu beaucoup de monde, a un cheval tué sous lui et est blessé d’un coup de feu à la jambe droite. Nommé chef d’escadron sur le champ de bataille même, il reçoit le 27 avril 1799 un coup de feu au talon droit. Le 19 juillet suivant, il passe avec son grade dans le 25e régiment de chasseurs à cheval.
En l’an IX, il fait partie de l’armée de la Gironde, et le 29 octobre 1803, il reçoit son brevet de major au 22e régiment de chasseurs à cheval. Il est fait chevalier de la Légion d’honneur le 25 mars 1804. Le 2 août 1805, à la suite de l’attaque d’un convoi de vivres entre Avrillers et Talmont, il prend le commandement des troupes qui l’escortent, tue un grand nombre d’ennemis, a dans cette affaire un cheval tué sous lui et reçoit deux coups de feu, l’un dans les reins, l’autre à l’épaule. Le 17 septembre 1805, il passe au 7e régiment de chasseurs à cheval, avec lequel il fait les campagnes de l’an XIV en Autriche, puis celles de 1806 et 1807, en Prusse et en Pologne. 
Le 8 février 1807, à la bataille d'Eylau, il se distingue avec son régiment et l’Empereur le nomme officier de la Légion d’honneur le 14 mai suivant. Le 11 juillet 1807, il est fait adjudant-commandant et sert en cette qualité au 1er corps de la Grande Armée. Envoyé en Espagne, sa conduite à la bataille d'Espinosa, les 10 et 11 novembre 1808, lui vaut la croix de commandeur de la Légion d’honneur le 11 décembre suivant. En 1809, il est envoyé en Allemagne et est promu le 22 décembre colonel du 22e régiment de dragons. Son régiment faisant alors partie de la division de cavalerie du 5e corps de l’armée d’Espagne, en position sur les rives de la Guadiana, il se met en route pour aller le joindre, lorsqu’il est assassiné par les guérilleros le 2 mars 1810, entre El Ronquillo et Ollala.

## Famille
Fils de Philippe Blancheville et d'Anne-Françoise Giraux, il épouse au printemps 1803 Eléonore Devimeux, fille de Jean-François Devimeux, directeur des messageries royales, petite-fille de Jean-Jacob Leturcq, orfèvre calaisien, et veuve de Germain Félix Tenet de Laubadère, Chevalier de Saint-Louis. Leur fille Joséphine meurt prématurément ; leur unique fils, Napoléon, vit quant à lui célibataire jusqu'à sa mort.

## Distinctions
- Il fait partie des 660 personnalités à avoir son nom gravé sous l'arc de triomphe de l'Étoile. Il apparaît sur la 28e colonne (l’Arc indique BLANCHEVILLE), Pilier Sud.

## Sources
- A. Lievyns, Jean Maurice Verdot, Pierre Bégat, Fastes de la Légion-d'honneur, biographie de tous les décorés accompagnée de l'histoire législative et réglementaire de l'ordre, Tome 4, Bureau de l’administration, 1844, 640 p. (lire en ligne), p. 290-291.
- Louis François L’Héritier, Les fastes de la gloire: ou, Les braves recommandés a la Postérité, Tome 3, Paris, librairie Raymond, 1820, p. 408.